# Brookvale
Brookvale è un sobborgo di nord Sydney, nello Stato del Nuovo Galles del Sud in Australia.
Brookvale si trova a 16 km a nord-est del Distretto affaristico centrale di Sydney, nell'area governativa locale della Municipalità di Warringah.

## Storia
Il primo sviluppo dell'area avvenne nel 1836 quando 64 ettari di una fattoria furono ceduti a William Frederick Parker.
In questo periodo furono ceduti altri terreni alle famiglie Malcolm, Burns e Miles.
Nel 1883 Sydney Alexander Malcolm costruì quella che sarà conosciuta come 'Brookvale House' (Casa Brookvale).
Essa fu poi venduta nel 1961 alla Hooker Investment Corporation, che avrebbe poi dato il via alla costruzione del Warringah Mall, il più grande centro commerciale dell'area.
L'ufficio postale di Brookvale aprì il 1º giugno 1888.
Dopo la seconda guerra mondiale, la maggior parte delle terre circostanti fu comprata da immigrati, molti dei quali di origine italiana. Le famiglie Carulli, Caputo e Bombardiere hanno una grande percentuale di terreni a Brookvale.
La presenza di molte famiglie originarie del comune calabrese di Pazzano ha fatto sì che il sobborgo venisse rinominato dagli stessi "Pazzaniedu" ossia: Piccolo Pazzano.
Brookvale si è sviluppata da terreni agricoli alla produzione, stoccaggio, e negli ultimi anni c'è stato un significativo sviluppo della zona uffici.